# Deuses primordiais
Os deuses primordiais da mitologia grega, também chamados de Protogonos ou Protogenos (em grego Πρωτόγονοι, Prôtógonoi, ou Πρωτόγενοι, Prôtógenoi, "nascidos primeiro", "primordiais") eram as divindades que nasceram em primeiro lugar, que surgiram no momento da criação, e cujas formas constituem a estrutura básica do universo.
Os antigos gregos dispunham de várias teogonias diferentes, e ainda que estas apresentassem algumas personagens comuns, é difícil elaborar uma lista única de divindades primordiais para a mitologia grega, pois essas divindades, assim como o papel de cada uma, varia de uma fonte para outra.